# Flagge der Stadt Madrid

Flagge der Stadt Madrid
Seitenverhältnis 2:3 oder 3:5

Die am 28. April 1967 angenommene Flagge der Stadt Madrid zeigt das Stadtwappen in der Mitte eines karmesinroten Feldes. Das Seitenverhältnis beträgt 3:5 oder 2:3. Das Karmesinrot wird mit Pantone 207 oder 208 beschrieben.

## Einzelnachweis
1. ↑  Ordinance ANM 1988\2 of the Madrid Council